# À la veille de la Révolution
À la veille de la Révolution, (titre original : The Day Before the Revolution), est une nouvelle de science-fiction d’Ursula K. Le Guin. 
Se déroulant dans l'univers fictif du Cycle de l'Ékumen d'Ursula K. Le Guin, l'histoire a des liens étroits avec son roman Les Dépossédés (également publié en 1974), et est parfois considérée comme un prologue à l'œuvre plus longue, bien qu'elle ait été écrite plus tard.

## Publications
Publiée pour la première fois dans le magazine Galaxy Science Fiction en août 1974, elle a été intégrée dans une anthologie intitulée Aux douze vents du monde (titre original : The Wind's Twelve Quarters) (1975) d'Ursula K. Le Guin et dans plusieurs recueils ultérieurs. Elle a été traduite pour la première fois en français par Jean-Pierre Pugi et publié dans la revue Galaxie en août 1975.

## Résumé
Odo est une révolutionnaire anarchiste âgée qui vit dans une communauté fondée sur ses enseignements. Au cours d'une unique journée, elle revit sa vie d'activiste tout en apprenant l'existence d'une révolution dans un pays voisin et en se laissant entraîner dans l'organisation d'une grève générale pour le lendemain. La grève est implicitement le début de la révolution qui mène à l'établissement de la société anarchiste idéalisée basée sur les enseignements d'Odo, société décrite dans le roman Les Dépossédés.

## Distinctions
La mort, le deuil et la sexualité des personnes âgées sont les thèmes majeurs explorés dans À la veille de la Révolution. La nouvelle remporte le prix Nebula de la meilleure nouvelle courte 1974 et le prix Locus de la meilleure nouvelle courte 1975. Elle est également nommée pour le prix Hugo de la meilleure nouvelle courte 1975. Elle est bien accueillie par la critique, en particulier pour sa description d'Odo : un article paru dans Extrapolation qualifie l'histoire de « brillante esquisse de personnage d'une femme fière et forte qui se confronte à la vieillesse ». De nombreux chercheurs indiquent qu'elle représente un changement de ton et de thème dans l'écriture d'Ursula K. Le Guin, vers des structures narratives non linéaires et des œuvres imprégnées de féminisme.